# فيكتور باتلر
فيكتور باتلر (بالإنجليزية: Victor Butler)‏ هو لاعب كرة قدم أمريكية أمريكي، ولد في 29 يوليو 1987 في لوس أنجلوس في الولايات المتحدة.

## وصلات خارجية
- فيكتور باتلر على موقع مرجع كرة القدم المحترفة.كوم (الإنجليزية)